# Suíte
Suíte  é uma sequência de movimentos que constituem uma peça musical para instrumento solista, conjunto de câmara ou orquestra. No seu apogeu, a estrutura de uma suíte era normalmente composta de um prelúdio seguido de movimentos em forma de danças: uma sarabanda, uma alemanda, uma corrente, uma peça opcional e uma giga.

## História
Os compositores renascentistas (século XIV) usavam o estilo de emparelhar danças, tais como a pavana e a galharda, que foi ampliado pela inclusão de novas peças no período barroco (século XVI). Assim, a suíte assume um caráter "molde", constituído por: uma allemande, uma courante francesa (ou corrente italiana), uma sarabanda e uma giga.
Na França, a suíte aparece com uma abertura e na Alemanha é introduzida uma nova dança entre a sarabanda e a giga, podendo ser também um par de danças, dentre elas, o minueto, a bourrée, a gavota e o passepied.
Com o passar dos séculos, a suíte passou a significar uma seleção orquestral de uma obra maior. Além disso, vários compositores utilizam o nome pra designar apenas uma coleção de peças do mesmo estilo tematicamente, às vezes usadas como música incidental, como é o caso da suíte Peer Gynt, de Edvard Grieg.
No século XX, a suíte musical foi reaproveitada por gêneros distantes da música erudita. Com o desejo de ir além do formato padrão do rock e da música pop dos anos 60 numa tentativa de elevar o gênero a níveis mais altos de credibilidade artística, muitas bandas começaram a amalgamar os elementos daquilo que no final dos anos 60 e toda a década de 70 dominaria a cena musical, o rock progressivo. Uma de suas principais características era a composição de canções-suítes em formato épico, que não raro ultrapassava vinte minutos, com todos os seus movimentos interligados em si (seja em sonoridade ou um tema em comum) tendo referências explícitas da música erudita.

## Suíte barroca
As peças pertencentes à suíte "barroca" eram sempre da mesma tonalidade e todas em forma binária, isto é, têm uma seção A, que termina com uma cadência imperfeita, e uma seção B, que resolve a seção A numa cadência perfeita. As principais danças eram:
- Allemande: originalmente uma dança alemã em compasso binário moderado, passa por modificações pelos autores franceses e se transforma numa dança em quaternário com o primeiro tempo curto e fraco.
- Courante: a italiana era em 3/4 ou 3/8 rápido, enquanto a francesa era em 3/2 moderado.
- Sarabanda: dança latino-americana e espanhola, adotada na Itália e modificada na França, com andamento mais lento e em 3/2.
- Giga: dança inglesa, com duas variantes, a francesa e a italiana. Tem um andamento de moderado a rápido e é em binário composto (6/8, 6/4), ou ainda ternário (3/4) ou quaternário composto (12/8), como é o caso da vertente italiana.

## Principais Compositores
A suíte tem sua forma estabelecida através de compositores como Dietrich Buxtehude, Georg Böhm e Johann Kuhnau, na Alemanha, François Couperin na França, dando-lhe o nome de ordem, e Henry Purcell, que chamava de lições suas suítes, na Inglaterra. Lully utilizava a suíte significando arranjos orquestrais de outras obras suas, unidos e acrescentada uma abertura. 
Os dois principais compositores da suíte "barroca" foram Bach e Kuhnau. Bach denomina as suas suítes de Inglesas, Francesas e as Partitas. 
Para as suítes temáticas, vale a pena ressaltar autores como Sibelius, Grieg, Rimsky-Korsakoff, dentre outros.

## Cronologia
- Século XIV - emparelhamento de danças.
- 1557 - suyttes de bransles, de Estienne du Tertre. Eram idéias para um conjunto de danças.
- Século XVII - William Brade introduz novas danças (branle, maschera e volta) na Alemanha e John Coprario compõe mais de 130 suítes, chamadas por ele de fantasias.
- 1611 - publicação de Newe Padouan, Intrada, Däntz und Galliarda, de Peuerl. Eram dez conjuntos, cada um contendo a série de danças do título, compostas num mesmo tom. Foi a primeira publicação do gênero.
- 1617 - Banchetto musicale, de Schein. Vinte séries contendo cada uma paduana, uma gagliarda, uma courente, uma allmande e uma tripla.
- 1629 - Tablatures de mandore de la composition du Sieur Chancy, primeira datação do aparecimento das danças allemande, courante e sarabanda juntas.
- 1650 - aparecimento da giga na formação da suíte.
- Século XVIII - utilização do termo suíte pelos franceses para designar uma coleção de peças diversas para orquestra ou conjunto. Auge da suíte "clássica".
- Século XIX - com a suíte completamente superada, o termo passa a ser utilizado para designar uma seleção orquestral de uma obra maior ou uma coleção de obras sobre o mesmo tema.